# Liste des sites et monuments classés de la wilaya de Saïda
Cet article présente une liste des sites et monuments classés de la wilaya de Saïda, en Algérie.

## Liste
| Id   | Identification du bien             | Datation      | Commune       | Coordonnées    | Catégorie du classement                     | Mesures et date de protection | Date de publication au Journal Officiel | Illustration    |                       |
| ---- | ---------------------------------- | ------------- | ------------- | -------------- | ------------------------------------------- | --- | --------------------------------------- | --------------- | --------------------- |
| 20-1 | Gisement préhistorique d'Ain Menaa | Préhistorique | Aïn El Hadjar | à géolocaliser | Classé                                      | Classé parmi les sites et monuments historiques par arrêté du 03/11/1999, après avis favorable de la commission nationale des monuments historiques émis lors de ses réunions du 18/04/1987, du 7/03/1988, du 17/06/1990, du 30/12/1991, du 19/01/1995, du 05/03/1996, du 13/05/1997, du 24/12/1997, du 24/12/1997, et du 26/07/1998. | N° 87 du 08/12/1999                     | Image manquante | Télécharger une image |
| 20-2 | Grotte de l'Oued Saida             | Préhistorique | Saida         | à géolocaliser | Classé                                      | Classé parmi les sites et monuments historiques par arrêté du 03/11/1999, après avis favorable de la commission nationale des monuments historiques émis lors de ses réunions du 18/04/1987, du 7/03/1988, du 17/06/1990, du 30/12/1991, du 19/01/1995, du 05/03/1996, du 13/05/1997, du 24/12/1997, du 24/12/1997, et du 26/07/1998. | N° 87 du 08/12/1999                     | Image manquante | Télécharger une image |
| 20-3 | Grottes de Tiffrit                 | Préhistorique | Aïn Soltane   | à géolocaliser | Classé                                      | Inscrit sur l'inventaire général des biens culturels immobiliers par arrêté du 14/07/2007, après avis favorable de la commission nationale des biens culturels tenu le 12/10/2006. | N° 60 du 26/09/2007                     | Image manquante | Télécharger une image |
| 20-4 | Site antique de LUCU (Timziouine)  | Antique       | Youb          | à géolocaliser | Classé                                      | Classé parmi les sites et monuments historiques par arrêté du 03/11/1999, après avis favorable de la commission nationale des monuments historiques émis lors de ses réunions du 18/04/1987, du 7/03/1988, du 17/06/1990, du 30/12/1991, du 19/01/1995, du 05/03/1996, du 13/05/1997, du 24/12/1997, du 24/12/1997, et du 26/07/1998. | N° 87 du 08/12/1999                     | Image manquante | Télécharger une image |
| 20-5 | Ancienne mosquée de Saida          | Contemporaine | Saida         | à géolocaliser | Inscription sur l'inventaire supplémentaire | Inscrit sur l'inventaire supplémentaire Arrêté signé par le wali N° 186 du 01/03/2010 | Arrêté non pub au journal officiel      | Image manquante | Télécharger une image |
| 20-6 | Bab Tiaret et Bab Mascara          | Contemporaine | Saida         | à géolocaliser | Inscription sur l'inventaire supplémentaire | Inscrit sur l'inventaire supplémentaire Arrêté signé par le wali du N° 361 du 29/04/2010 | Arrêté non pub au journal officiel      | Image manquante | Télécharger une image |